# Ostenfriedhof in Hamm

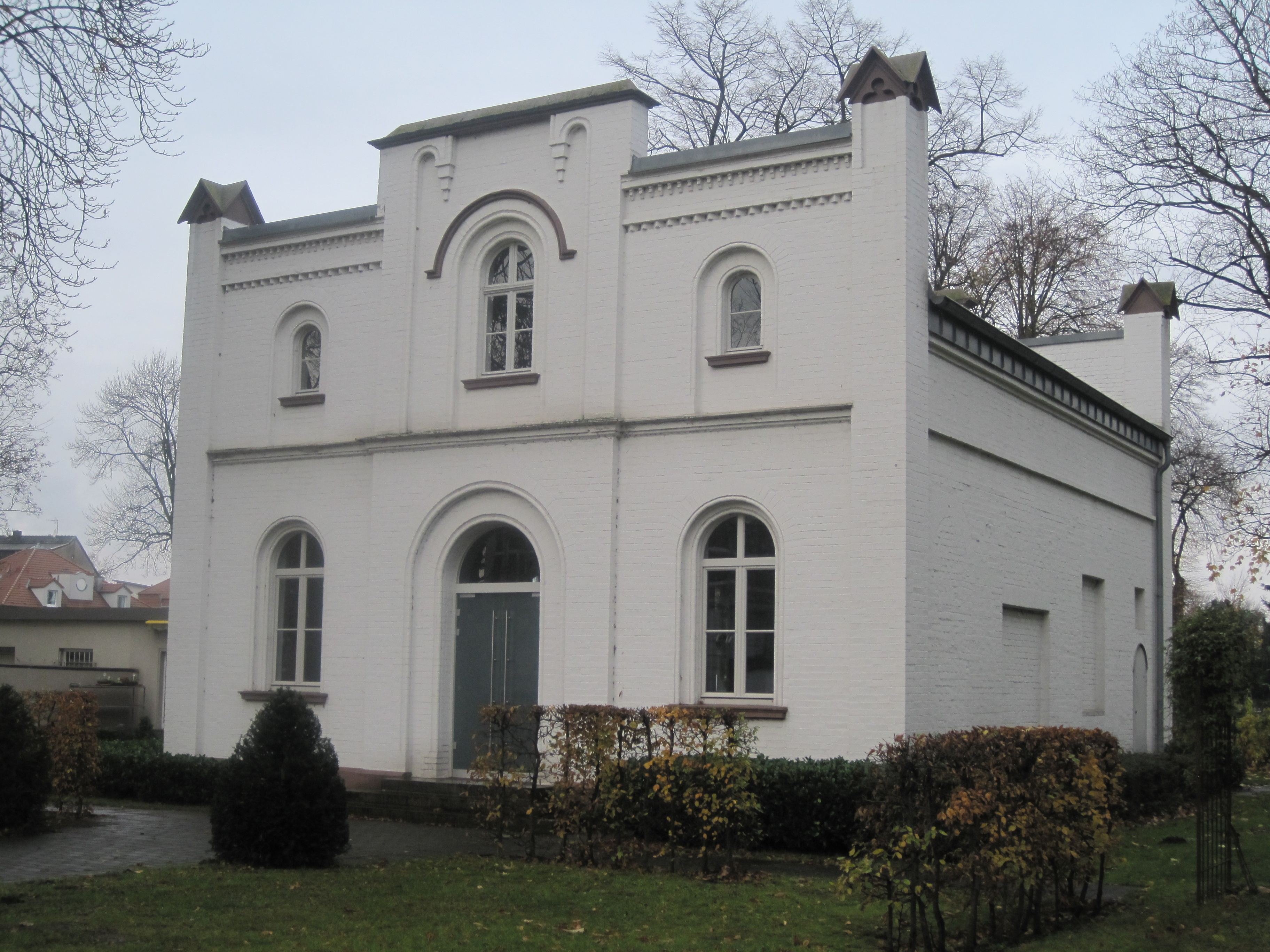
Evangelische Trauerhalle am Südportal des Ostenfriedhofs

Der Ostenfriedhof ist ein am 1. Juli 1800 als Gemeinschaftsfriedhof der jüdischen, katholischen, lutherischen und reformierten Glaubensgemeinschaft eröffneter Friedhof in Hamm.

## Geschichte

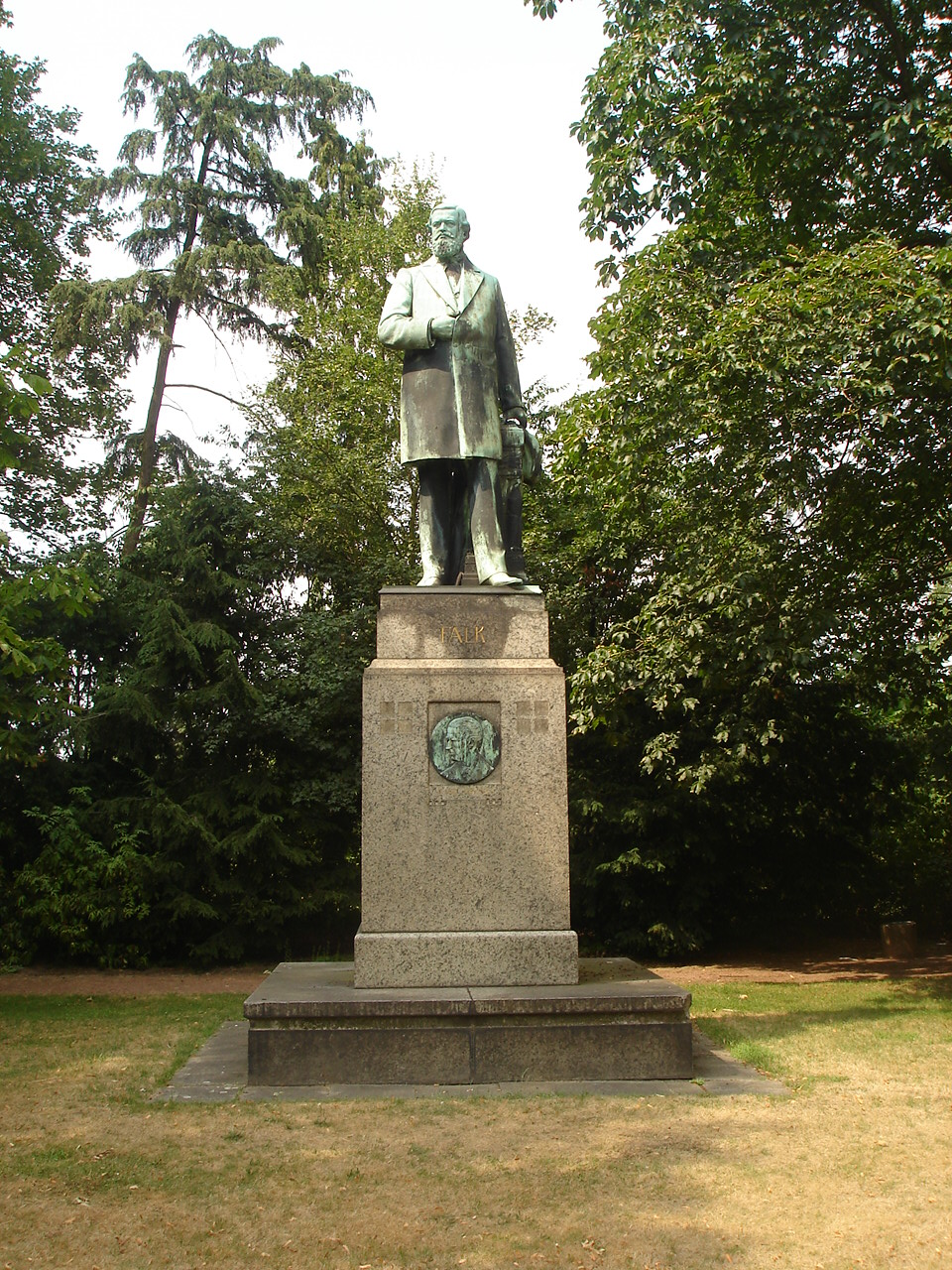
Falk-Denkmal in Hamm (Aufnahme 2006)

Auf dem Hammer Ostenfriedhof hat sich eine Anzahl Grabmäler aus dem frühen 19. Jahrhundert erhalten, unter anderem der Grabstein der Familie von Rademacher († 1827/1828) und die Grabplatte des Majors von Rabenau († 1832). Hervorzuheben sind auch die Begräbnisstätten zahlreicher Hammer Ehrenbürger. Über den Grabmalbestand des jüdischen Teils informiert eine bebilderter Katalog (siehe Literatur). Vor dem Haupteingang an der Ostenallee befindet sich das Denkmal des Oberlandesgerichtspräsidenten Adalbert Falk († 1900 in Hamm).

## Auf dem Ostenfriedhof beerdigte Hammer Ehrenbürger
- Franz Borberg († 1885)
- Adalbert Falk († 1900)
- Wilhelm von der Marck († 1900)
- Richard Matthaei († 1922)
- Josef Schlichter († 1952)
- Ferdinand Poggel († 1969)